# A Love Letter to You 4
A Love Letter to You 4 – czwarty komercyjny mixtape amerykańskiego rapera Trippie Redd. Został wydany 22 listopada 2019 roku przez TenThousand Projects i Caroline Distribution. W projekcie występują gościnnie: Lil Mosey, Juice WRLD, YNW Melly, Chris King, Quan'ta, YoungBoy Never Broke Again, Smokepurpp, Tory Lanez, DaBaby, Lil Yachty, Pi’erre Bourne, Youv Dee, Lil Wop i Mariah the Scientist. Edycja deluxe została wydana 21 lutego 2020 roku i zawierała dodatkowe gościnne występy; Chance the Rapper, Russ, Young Thug, Lil Tecca, Lil Durk, G Herbo i SahBabii.

## Odbiór komercyjny
A Love Letter to You 4 zadebiutowało jako numer jeden na liście Billboard 200 w USA, sprzedając się w ilości 104 000 egzemplarzy w pierwszym tygodniu. Krążek był pierwszym albumem Trippie Redda, który zajął pierwsze miejsce w USA i jego czwartym albumem w pierwszej dziesiątce, po !, który zadebiutował na trzecim miejscu w sierpniu 2019 roku. Mixtape zgromadził również łącznie 125,9 miliona odsłuchań w pierwszym tygodniu na całym świecie. W drugim tygodniu mixtape spadł na trzecie miejsce na liście, sprzedając się w ilości 54 000 sztuk.

## Lista utworów
| No.                | Tytuł                                           | Twórcy                                                                                              | Producenci                                     | Długość |
| ------------------ | ----------------------------------------------- | --------------------------------------------------------------------------------------------------- | ---------------------------------------------- | ------- |
| 1.                 | "Leray"                                         | - Michael White IV - Xeryus Gittens - Igor Mamet                                                    | - Xeryus - Mamet                               | 2:02    |
| 2.                 | "Who Needs Love"                                | - White - Mamet - Jose Velazquez                                                                    | Angel Lopez                                    | 2:38    |
| 3.                 | "Love Sick"                                     | - White - Adrian Rupke - Francisco Baptista                                                         | - Hammad Beats - FrankieOnTheGuitar            | 2:57    |
| 4.                 | "Love Me More"                                  | - White - Nicolas Mira - Danny Snodgrass Jr.                                                        | - Nick Mira - Taz Taylor                       | 2:23    |
| 5.                 | "Real Feel"                                     | - White - Velazquez - Mamet - Todd Pritchard                                                        | - Angel Lopez - Mamet - Todd Pritch            | 4:18    |
| 6.                 | "This Ain’t That" (gościnnie: Lil Mosey)        | - White - Lathan Echols - Darrel Jackson                                                            | Chopsquad DJ                                   | 3:27    |
| 7.                 | "6 Kiss" (gość: Juice Wrld i YNW Melly)         | - White - Jarad Higgins - Jamell Demons - Mira - Snodgrass Jr.                                      | - Nick Mira - Taz Taylor                       | 3:19    |
| 8.                 | "Til the End of Time"                           | - White - Kim Candilora - Jared Scharff                                                             | - KC Supreme - Pearl Lion                      | 2:54    |
| 9.                 | "U Deserve It" (gość: Chris King i Quan'ta)     | - White - Christopher Cheeks Jr. - Quan'ta Evans - Anton Mendo - Joseph Boyden                      | - Starboy - SephGotTheWaves                    | 4:04    |
| 10.                | "Hate Me" (gość: YoungBoy Never Broke Again)    | - White - Kentrell Gaulden - Wyatt Jackson - Cooper Reed - Eustacio Bermudez - Steve Pepoon - Mamet | - StolenCable - Icy Chill Out - Cheeto - Mamet | 2:24    |
| 11.                | "All For Me" (gość: Smokepurpp)                 | - White - Omar Pineiro - Michael Mora - Leonardo Mateus                                             | - Bans - Stunner Samples                       | 2:44    |
| 12.                | "Sickening" (gość: Tory Lanez)                  | - White - Daystar Peterson - Jackson - Mario Petersen - Jonas Kaissouni                             | - Chopsquad DJ - Petersen - Kzuni              | 3:13    |
| 13.                | "The Grinch"                                    | - White - Jordan Jenks                                                                              | Pi’erre Bourne                                 | 1:31    |
| 14.                | "Death" (gość: DaBaby)                          | - White - Jonathan Kirk - Paul Beauregard - Tim Moore - Reginald Boyland                            | - DJ Paul - TWhy Xclusive                      | 2:52    |
| 15.                | "RMP"                                           | - White - Jenks                                                                                     | Pi’erre Bourne                                 | 2:09    |
| 16.                | "M's" (gość: Lil Yachty i Pi’erre Bourne)       | - White - Miles McCollum - Jenks                                                                    | Pi’erre Bourne                                 | 1:53    |
| 17.                | "Bust Down Deux" (gość: Youv Dee)               | - White - Jamal Thioune - Henrique Ibanda                                                           | Skuna                                          | 2:15    |
| 18.                | "The Jungle Book" (gość: Lil Wop)               | - White - Louis McPherson - Shane Lindstrom                                                         | Murda Beatz                                    | 2:39    |
| 19.                | "Chosen"                                        | - White - Wesley Glass                                                                              | Wheezy                                         | 3:04    |
| 20.                | "Abandoned" (gość: Mariah the Scientist)        | - White - Mariah Buckles - Mira - Snodgrass Jr.                                                     | - Nick Mira - Taz Taylor                       | 4:00    |
| 21.                | "Can You Rap Like Me, Pt. 2" (gość: Chris King) | - White - Cheeks - Brandon Beazer - Kenneth Gamble - Leon Huff                                      | - P. Soul - Scott Theft                        | 2:12    |
| Całkowita długość: | Całkowita długość:                              | Całkowita długość:                                                                                  | Całkowita długość:                             | 59:08   |

| No.                | Tytuł                                       | Twórcy                                                                  | Producenci                         | Długość |
| ------------------ | ------------------------------------------- | ----------------------------------------------------------------------- | ---------------------------------- | ------- |
| 1.                 | "I Love You" (gość: Chance the Rapper)      | - White - Chancelor Bennett - Mira - Christian Osei-Poku                | - Nick Mira - Shadxw               | 3:49    |
| 2.                 | "The Way" (gość: Russ)                      | - White - Russell Vitale - Scharff - Mamet - Velazquez                  | - Pearl Lion - Mamet - Angel Lopez | 4:03    |
| 3.                 | "Yell Oh" (gość: Young Thug)                | - White - Jeffery Williams - Jenks                                      | Pi’erre Bourne                     | 3:58    |
| 4.                 | "How I Was Raised" (gość: Lil Tecca)        | - White - Tyler-Justin Sharpe - Mira - Snodgrass Jr. - William Repko II | - Nick Mira - Taz Taylor - Repko   | 2:49    |
| 5.                 | "Otf Knightmare" (gość: Lil Durk i G Herbo) | - White - Durk Banks - Herbert Wright III - Jenks                       | Pi’erre Bourne                     | 2:36    |
| 6.                 | "Even Steven"                               | - White - Jenks                                                         | Pi’erre Bourne                     | 2:05    |
| 7.                 | "Amazinggg" (gość: SahBabii)                | - White - Saheem Valdery - Jenks                                        | Pi’erre Bourne                     | 2:02    |
| 8.                 | "Koi"                                       | - White - Austin Leech - Conner Leech                                   | WE ARE THE STARS                   | 2:29    |
| Całkowita długość: | Całkowita długość:                          | Całkowita długość:                                                      | Całkowita długość:                 | 83:04   |

## Pozycje na listach przebojów
| Lista (2019)                        | Pozycja |
| ----------------------------------- | ------- |
| Australia (ARIA)                    | 47      |
| Belgia (Ultratop Flanders)          | 59      |
| Belgia (Ultratop Wallonia)          | 68      |
| Kanada (Billboard)                  | 6       |
| Dania (Hitlisten)                   | 27      |
| Holandia (Album Top 100)            | 22      |
| Finlandia (Suomen virallinen lista) | 36      |
| Francja (SNEP)                      | 56      |
| Irlandia (IRMA)                     | 26      |
| Łotwa (LAIPA)                       | 13      |
| Litwa (AGATA)                       | 26      |
| Nowa Zelandia (RMNZ)                | 17      |
| Norwegia (VG-lista)                 | 12      |
| Szwajcaria (Schweizer Hitparade)    | 43      |
| Wielka Brytania (OCC)               | 32      |
| Billboard 200                       | 1       |
| Top R&B/Hip-Hop Albums (Billboard)  | 1       |

| Lista (2020)                       | Pozycja |
| ---------------------------------- | ------- |
| Billboard 200                      | 31      |
| Top R&B/Hip-Hop Albums (Billboard) | 29      |

| Lista (2019)                        | Pozycja |
| ----------------------------------- | ------- |
| Australia (ARIA)                    | 47      |
| Belgia (Ultratop Flanders)          | 59      |
| Belgia (Ultratop Wallonia)          | 68      |
| Kanada (Billboard)                  | 6       |
| Dania (Hitlisten)                   | 27      |
| Holandia (Album Top 100)            | 22      |
| Finlandia (Suomen virallinen lista) | 36      |
| Francja (SNEP)                      | 56      |
| Irlandia (IRMA)                     | 26      |
| Łotwa (LAIPA)                       | 13      |
| Litwa (AGATA)                       | 26      |
| Nowa Zelandia (RMNZ)                | 17      |
| Norwegia (VG-lista)                 | 12      |
| Szwajcaria (Schweizer Hitparade)    | 43      |
| Wielka Brytania (OCC)               | 32      |
| Billboard 200                       | 1       |
| Top R&B/Hip-Hop Albums (Billboard)  | 1       |

| Lista (2020)                       | Pozycja |
| ---------------------------------- | ------- |
| Billboard 200                      | 31      |
| Top R&B/Hip-Hop Albums (Billboard) | 29      |

## Certyfikaty
| Kraj                  | Certyfikat | Ilość sprzedanych egemplarzy |
| --------------------- | ---------- | ---------------------------- |
| Wielka Brytania (BPI) | Srebro     | 60,000                       |
| USA (RIAA)            | Platyna    | 1,000,000                    |